# Collegio elettorale di Tortolì (Camera dei deputati)
Il collegio di Tortolì fu un collegio elettorale uninominale della Repubblica Italiana per l'elezione della Camera dei deputati. Apparteneva alla circoscrizione Sardegna e fu utilizzato per eleggere un deputato nella XII, XIII e XIV legislatura.
Venne istituito nel 1993 con la cosiddetta Legge Mattarella (Legge n. 277, Nuove norme per l'elezione della Camera dei deputati), attuata in seguito al referendum abrogativo del 1993. La legge istituì per la Camera dei deputati e per il Senato della Repubblica un sistema di elezione misto, in parte maggioritario e in parte proporzionale. Il 75% dei parlamentari dell'assemblea veniva eletto in collegi uninominali tramite sistema maggioritario a turno unico; il restante 25% alla Camera veniva eletto tramite sistema proporzionale con liste bloccate.
Il collegio venne abolito insieme a tutti gli altri che costituivano la Camera con la promulgazione della legge elettorale successiva, la cosiddetta Legge Calderoli. Questa prevedeva un sistema proporzionale con premio di maggioranza, che alla Camera veniva attribuito a livello nazionale.

## Territorio
Il collegio di Tortolì era uno dei 14 collegi uninominali in cui era suddivisa la Sardegna e, come previsto dal D.Lgs. del 20 dicembre 1993 n. 536, era compreso nelle province di Cagliari, di Nuoro e di Oristano e comprendeva i seguenti comuni: Aritzo, Arzana, Atzara, Austis, Bari Sardo, Baunei, Belvì, Cardedu, Desulo, Elini, Escalaplano, Escolca, Esterzili, Gadoni, Gairo, Genoni, Gergei, Girasole, Ilbono, Isili, Jerzu, Laconi, Lanusei, Loceri, Lotzorai, Meana Sardo, Nuragus, Nurallao, Nurri, Orroli, Ortueri, Osini, Ovodda, Perdasdefogu, Sadali, Serri, Seui, Seulo, Sorgono, Talana, Tertenia, Teti, Tiana, Tonara, Tortolì, Triei, Ulassai, Urzulei, Ussassai, Villagrande Strisaili e Villanova Tulo.

## Eletti
| Elezione | Elezione | Deputato           | Partito            |
| -------- | -------- | ------------------ | ------------------ |
|          | 1994     | Giovanni De Murtas | Progressisti (PRC) |
| 1996     |          | Giovanni De Murtas | Progressisti (PRC) |
|          | 2000 (S) | Antonio Loddo      | L'Ulivo (I Dem)    |
|          | 2001     | Antonio Loddo      | L'Ulivo (I Dem)    |

## Dati elettorali

### XII legislatura

#### Risultati proporzionale
| Coalizioni        | Coalizioni                            | Liste                                 | Liste                                 | Voti   | %     |
| ----------------- | ------------------------------------- | ------------------------------------- | ------------------------------------- | ------ | ----- |
|                   | Progressisti                          |                                       | Partito Democratico della Sinistra    | 13.877 | 22,88 |
|                   | Progressisti                          | Partito della Rifondazione Comunista  | 4.801                                 | 7,91   |       |
|                   | Progressisti                          | Partito Socialista Italiano           | 2.866                                 | 4,72   |       |
|                   | Progressisti                          | Federazione dei Verdi                 | 1.083                                 | 1,79   |       |
|                   | Progressisti                          | Alleanza Democratica                  | 1.008                                 | 1,66   |       |
| Totale coalizione | Totale coalizione                     | 23.635                                | 38,96                                 |        |       |
|                   | Patto per l'Italia                    |                                       | Partito Popolare Italiano             | 11.302 | 18,63 |
|                   | Patto per l'Italia                    | Patto Segni                           | 8.381                                 | 13,82  |       |
| Totale coalizione | Totale coalizione                     | 19.683                                | 32,25                                 |        |       |
|                   | Polo del Buon Governo                 |                                       | Forza Italia                          | 8.318  | 13,71 |
|                   | Polo del Buon Governo                 | Alleanza Nazionale                    | 5.450                                 | 8,98   |       |
| Totale coalizione | Totale coalizione                     | 13.768                                | 22,69                                 |        |       |
|                   | Partidu Indipendentista               | Partidu Indipendentista               | Partidu Indipendentista               | 1.802  | 2,97  |
|                   | Lista Pannella                        | Lista Pannella                        | Lista Pannella                        | 1.118  | 1,84  |
|                   | L'Arca                                | L'Arca                                | L'Arca                                | 259    | 0,43  |
|                   | Movimento per la Democrazia - La Rete | Movimento per la Democrazia - La Rete | Movimento per la Democrazia - La Rete | 217    | 0,36  |
|                   | Centro Democratico                    | Centro Democratico                    | Centro Democratico                    | 176    | 0,29  |
| Totale            | Totale                                | Totale                                | Totale                                | 60.658 |       |

#### Risultati uninominale
|                               | Giovanni De Murtas ✔️ Eletto    | Progressisti                                      | 19 555 | 32,13 |  |  |  |  |  |
|                               | Gian Basilio Nicolino Deplano   | Patto per l'Italia                                | 14 000 | 23,00 |  |  |  |  |  |
|                               | Ignazio Luigi Salvatore Tosciri | Polo del Buon Governo (FI - AN - CCD - UDC - PLD) | 12 436 | 20,43 |  |  |  |  |  |
|                               | Giuseppe Antonio Columbano      | Partito Sardo d'Azione                            | 7 304  | 12,00 |  |  |  |  |  |
|                               | Angelino Rojch                  | Patto Ogliastra Sarcidano Mandrolisai             | 5 762  | 9,47  |  |  |  |  |  |
|                               | Francesco Carta                 | Partidu Indipendentista                           | 1 803  | 2,96  |  |  |  |  |  |
| Totale                        | Totale                          | Totale                                            | 60 860 | 100   |  |  |  |  |  |
|                               |                                 |                                                   |        |       |  |  |  |  |  |
| Fonte: Ministero dell'interno |                                 |                                                   |        |       |  |  |  |  |  |

### XIII legislatura

#### Risultati proporzionale
| Coalizioni        | Coalizioni                         | Liste                                     | Liste                              | Voti   | %     |
| ----------------- | ---------------------------------- | ----------------------------------------- | ---------------------------------- | ------ | ----- |
|                   | L'Ulivo - Partito Sardo d'Azione   |                                           | Partito Democratico della Sinistra | 13.288 | 23,49 |
|                   | L'Ulivo - Partito Sardo d'Azione   | Popolari per Prodi (PPI-SVP-PRI-UD-Prodi) | 4.707                              | 8,32   |       |
|                   | L'Ulivo - Partito Sardo d'Azione   | Rinnovamento Italiano                     | 3.649                              | 6,45   |       |
|                   | L'Ulivo - Partito Sardo d'Azione   | Partito Sardo d'Azione                    | 2.216                              | 3,92   |       |
|                   | L'Ulivo - Partito Sardo d'Azione   | Federazione dei Verdi                     | 931                                | 1,65   |       |
| Totale coalizione | Totale coalizione                  | 24.791                                    | 43,83                              |        |       |
|                   | Polo per le Libertà                |                                           | Forza Italia                       | 9.181  | 16,23 |
|                   | Polo per le Libertà                | Alleanza Nazionale                        | 7.739                              | 13,68  |       |
|                   | Polo per le Libertà                | CCD-CDU                                   | 5.485                              | 9,69   |       |
| Totale coalizione | Totale coalizione                  | 22.405                                    | 39,60                              |        |       |
|                   | Progressisti                       |                                           | Rifondazione Comunista             | 6.376  | 11,27 |
|                   | Sardigna Natzione                  | Sardigna Natzione                         | Sardigna Natzione                  | 1.897  | 3,35  |
|                   | Lista Pannella - Sgarbi            | Lista Pannella - Sgarbi                   | Lista Pannella - Sgarbi            | 778    | 1,38  |
|                   | Movimento Sociale Fiamma Tricolore | Movimento Sociale Fiamma Tricolore        | Movimento Sociale Fiamma Tricolore | 332    | 0,59  |
| Totale            | Totale                             | Totale                                    | Totale                             | 56.579 |       |

#### Risultati uninominale
|                               | Giovanni De Murtas ✔️ Eletto | Progressisti                     | 25 562 | 46,49 |  |  |  |  |  |
|                               | Mario Todde                  | Polo per le Libertà              | 23 032 | 41,89 |  |  |  |  |  |
|                               | Francesco Carta              | Sardigna Natzione Indipendentzia | 6 385  | 11,61 |  |  |  |  |  |
| Totale                        | Totale                       | Totale                           | 54 979 | 100   |  |  |  |  |  |
|                               |                              |                                  |        |       |  |  |  |  |  |
| Fonte: Ministero dell'interno |                              |                                  |        |       |  |  |  |  |  |

### XIII legislatura: elezioni suppletive
|                      | Antonio Loddo   | L'Ulivo                                                                                | 12 792  | 45,29 |  |  |  |  |
|                      | Antonio Liori   | Forza Italia - Alleanza Nazionale - Convergenza Sarda - Partito del popolo sardo - CCD | 9 877   | 34,97 |  |  |  |  |
|                      | Giovanni Marras | Partito della Rifondazione Comunista                                                   | 4 386   | 15,53 |  |  |  |  |
|                      | Francesco Carta | Sardigna Natzione                                                                      | 1 189   | 4,21  |  |  |  |  |
| Totale               | Totale          | Totale                                                                                 | 28 244  | 100   |  |  |  |  |
|                      |                 |                                                                                        |         |       |  |  |  |  |
| Voti non validi      | Voti non validi | Voti non validi                                                                        | 1 419   | 4,78  |  |  |  |  |
| Votanti              | Votanti         | Votanti                                                                                | 29 663  | 27,93 |  |  |  |  |
| Elettori             | Elettori        | Elettori                                                                               | 106 204 |       |  |  |  |  |
| Data: 18 giugno 2000 |                 |                                                                                        |         |       |  |  |  |  |

### XIV legislatura

#### Risultati proporzionale
| Coalizioni        | Coalizioni                                 | Liste                                      | Liste                                      | Voti   | %     |
| ----------------- | ------------------------------------------ | ------------------------------------------ | ------------------------------------------ | ------ | ----- |
|                   | Casa delle Libertà                         |                                            | Forza Italia                               | 13.352 | 22,90 |
|                   | Casa delle Libertà                         | Alleanza Nazionale                         | 6.113                                      | 10,48  |       |
|                   | Casa delle Libertà                         | CCD-CDU                                    | 4.258                                      | 7,30   |       |
|                   | Casa delle Libertà                         | Nuovo PSI                                  | 1.027                                      | 1,76   |       |
| Totale coalizione | Totale coalizione                          | 24.750                                     | 42,44                                      |        |       |
|                   | L'Ulivo                                    |                                            | Democratici di Sinistra                    | 9.991  | 17,14 |
|                   | L'Ulivo                                    | La Margherita (Dem - PPI - RI- UDEUR)      | 7.840                                      | 13,45  |       |
|                   | L'Ulivo                                    | Comunisti Italiani                         | 2.378                                      | 4,08   |       |
|                   | L'Ulivo                                    | Il Girasole (FdV - SDI)                    | 1.589                                      | 2,73   |       |
| Totale coalizione | Totale coalizione                          | 21.798                                     | 37,40                                      |        |       |
|                   | Rifondazione Comunista                     | Rifondazione Comunista                     | Rifondazione Comunista                     | 3.841  | 6,59  |
|                   | Lista Di Pietro                            | Lista Di Pietro                            | Lista Di Pietro                            | 2.455  | 4,21  |
|                   | Democrazia Europea                         | Democrazia Europea                         | Democrazia Europea                         | 2.281  | 3,91  |
|                   | Partito Sardo d'Azione - Sardigna Natzione | Partito Sardo d'Azione - Sardigna Natzione | Partito Sardo d'Azione - Sardigna Natzione | 2.146  | 3,68  |
|                   | Lista Pannella - Bonino                    | Lista Pannella - Bonino                    | Lista Pannella - Bonino                    | 724    | 1,24  |
|                   | Lista Amadu                                | Lista Amadu                                | Lista Amadu                                | 169    | 0,29  |
|                   | Paese Nuovo                                | Paese Nuovo                                | Paese Nuovo                                | 85     | 0,15  |
|                   | Abolizione scorporo                        | Abolizione scorporo                        | Abolizione scorporo                        | 56     | 0,10  |
| Totale            | Totale                                     | Totale                                     | Totale                                     | 58.305 |       |

#### Risultati uninominale
|                               | Antonio Loddo ✔️ Eletto       | L'Ulivo                                    | 29 565 | 49,11 |  |  |  |  |  |
|                               | Adriano Corgiulu              | Casa delle Libertà                         | 21 771 | 36,17 |  |  |  |  |  |
|                               | Sandro Cancedda               | Lista Di Pietro                            | 3 045  | 5,06  |  |  |  |  |  |
|                               | Mario Bruno Piras             | Democrazia Europea                         | 2 739  | 4,55  |  |  |  |  |  |
|                               | Giulio Giovanni Santo Chironi | Partito Sardo d'Azione - Sardigna Natzione | 2 200  | 3,65  |  |  |  |  |  |
|                               | Paolo Stefano D'Aquila        | Lista Emma Bonino                          | 876    | 1,46  |  |  |  |  |  |
| Totale                        | Totale                        | Totale                                     | 60 196 | 100   |  |  |  |  |  |
|                               |                               |                                            |        |       |  |  |  |  |  |
| Fonte: Ministero dell'interno |                               |                                            |        |       |  |  |  |  |  |